# Liga de Voleibol Superior Masculino 2021
La Liga de Voleibol Superior Masculino 2021 si è svolta dal 16 settembre 2021 al 19 gennaio 2022: al torneo hanno partecipato 8 squadre di club portoricane e la vittoria finale è andata per la ventiquattresima volta ai Changos de Naranjito.

## Regolamento

### Formula
È prevista una regular season in cui le otto squadre partecipanti si affrontano fino ad un totale di quattordici incontri, al termine dei quali le prime sei classificate accedono ai play-off scudetto:
- Ai quarti di finale le sei squadre vengono divise in due gironi da tre squadre ciascuno, affrontandosi in un doppio round-robin;
- Le prime due classificate dei due gironi dei quarti di finale si incrociano alle semifinali, giocate al meglio delle sette gare;
- Le formazioni vincenti alle semifinali si affrontano in finale, giocando nuovamente al meglio delle sette gare.

### Criteri di classifica
Se il risultato finale è stato di 3-0 o 3-1 sono stati assegnati 3 punti alla squadra vincente e 0 a quella sconfitta, se il risultato finale è stato di 3-2 sono stati assegnati 2 punti alla squadra vincente e 1 a quella sconfitta.
L'ordine del posizionamento in classifica è stato definito in base a:
- Punti;
- Scontri diretti;
- Ratio dei set vinti/persi negli scontri diretti;
- Ratio dei punti realizzati/subiti negli scontri diretti.

## Squadre partecipanti
Al campionato di Liga de Voleibol Superior Masculino 2021 partecipano 8 franchigie. Dopo la cancellazione del torneo nel 2020 a causa della pandemia di COVID-19 a Porto Rico, tornano in campo rispetto al torneo del 2019 i Cafeteros de Yauco, i Changos de Naranjito, gli Indios de Mayagüez e i Mets de Guaynabo. I Capitanes de Arecibo e i Gigantes de Carolina rientrano invece in campo dopo aver disputato il loro ultimo torneo nel 2017. Dopo cinque anni di assenza rientrano nella lega anche i Patriotas de Lares, grazie all'acquisto del titolo dei Tiburones de Aguadilla, che a loro volta avevano acquistato il titolo dei Caribes de San Sebastián, che tuttavia proseguono le proprie attività acquistando il titolo dei Plataneros de Corozal, reduci da tre annate inattività (grazie ad alcune dispense speciali, in deroga al regolamento, che normalmente determinerebbe la scomparsa di una franchigia dalla LVSM alla terza annata consecutiva di inattività). I Mulos de Juncos saltano l'annata attraverso una dispensa.  
| Club                     | Stagione | Città         | Impianto                         | Stagione precedente                      |
| ------------------------ | -------- | ------------- | -------------------------------- | ---------------------------------------- |
| Cafeteros de Yauco       | dettagli | Yauco         | Coliseo Raúl "Pipote" Oliveras   | 6ª in LVSM                               |
| Capitanes de Arecibo     | dettagli | Arecibo       | Coliseo Manuel Iguina            | Non iscritti in LVSM                     |
| Caribes de San Sebastián | dettagli | San Sebastián | Coliseo Luis Aymat Cardona       | 5ª in LVSM                               |
| Changos de Naranjito     | dettagli | Naranjito     | Coliseo Gelito Ortega            | 2ª in LVSM, semifinali play-off scudetto |
| Gigantes de Carolina     | dettagli | Carolina      | Coliseo Guillermo Angulo         | Non iscritti in LVSM                     |
| Indios de Mayagüez       | dettagli | Mayagüez      | Palacio de Recreación y Deportes | 1ª in LVSM, finale play-off scudetto     |
| Mets de Guaynabo         | dettagli | Guaynabo      | Coliseo Mario Morales            | 3ª in LVSM, Campioni di Porto Rico       |
| Patriotas de Lares       | dettagli | Lares         | Coliseo Félix Méndez Acevedo     | Non iscritti in LVSM                     |

## Torneo

### Regular season

#### Risultati
| Risultati |                           |     |                                   |
|           |                           |     |                                   |
| 16-09     | Guaynabo - Naranjito      | 3-1 | 30-28, 23-25, 25-23, 25-23        |
| 16-09     | San Sebastián - Lares     | 3-0 | 25-23, 25-14, 25-20               |
| 17-09     | Arecibo - Mayagüez        | 1-3 | 20-25, 25-22, 9-25, 23-25         |
| 17-09     | Yauco - Carolina          | 3-1 | 31-29, 24-26, 25-23, 27-25        |
| 18-09     | Naranjito - San Sebastián | 0-3 | 15-25, 22-25, 21-25               |
| 18-09     | Lares - Guaynabo          | 0-3 | 19-25, 19-25, 11-25               |
| 19-09     | Mayagüez - Yauco          | 3-0 | 25-16, 25-23, 25-16               |
| 19-09     | Carolina - Arecibo        | 0-3 | 16-25, 16-25, 23-25               |
| 23-09     | Mayagüez - Carolina       | 3-0 | 25-23, 29-27, 25-20               |
| 24-09     | Naranjito - Lares         | 3-1 | 25-18, 19-25, 25-19, 25-22        |
| 24-09     | Guaynabo - San Sebastián  | 3-0 | 25-20, 25-17, 25-21               |
| 24-09     | Yauco - Arecibo           | 1-3 | 24-26, 23-25, 25-23, 21-25        |
| 25-09     | Lares - Mayagüez          | 0-3 | 19-25, 15-25, 22-25               |
| 25-09     | San Sebastián - Yauco     | 3-0 | 25-18, 25-21, 25-23               |
| 26-09     | Carolina - Naranjito      | 0-3 | 23-25, 23-25, 23-25               |
| 26-09     | Guaynabo - Arecibo        | 3-2 | 21-25, 25-14, 24-26, 25-13, 15-9  |
| 30-09     | Yauco - Guaynabo          | 0-3 | 18-25, 23-25, 19-25               |
| 30-09     | Carolina - Lares          | 3-0 | 25-18, 25-23, 25-21               |
| 01-10     | Mayagüez - Naranjito      | 0-3 | 23-25, 18-25, 23-25               |
| 01-10     | Arecibo - San Sebastián   | 3-0 | 25-23, 25-21, 25-19               |
| 02-10     | Lares - Arecibo           | 2-3 | 18-25, 25-19, 28-26, 16-25, 8-15  |
| 02-10     | Naranjito - Yauco         | 3-1 | 25-22, 25-22, 23-25, 25-20        |
| 03-10     | Guaynabo - Mayagüez       | 2-3 | 16-25, 19-25, 25-21, 25-22, 12-15 |
| 03-10     | San Sebastián - Carolina  | 3-1 | 25-22, 23-25, 22-25, 25-19        |
| 07-10     | Yauco - Lares             | 3-0 | 25-16, 25-16, 25-19               |
| 07-10     | Guaynabo - Carolina       | 1-3 | 21-25, 29-31, 25-19, 26-28        |
| 08-10     | San Sebastián - Mayagüez  | 3-1 | 20-25, 25-23, 25-18, 25-22        |
| 08-10     | Arecibo - Naranjito       | 1-3 | 25-18, 22-25, 23-25, 20-25        |

| Risultati |                           |     |                                   |
|           |                           |     |                                   |
| 09-10     | Guaynabo - Yauco          | 3-0 | 25-19, 25-19, 25-19               |
| 10-10     | Lares - San Sebastián     | 1-3 | 29-27, 21-25, 16-25, 21-25        |
| 10-10     | Naranjito - Carolina      | 3-0 | 25-20, 25-21, 25-14               |
| 10-10     | Mayagüez - Arecibo        | 3-2 | 25-20, 25-17, 20-25, 22-25, 15-11 |
| 14-10     | San Sebastián - Guaynabo  | 2-3 | 23-25, 25-12, 26-28, 25-14, 22-24 |
| 14-10     | Naranjito - Arecibo       | 3-1 | 25-17, 19-25, 25-17, 25-21        |
| 15-10     | Carolina - Yauco          | 2-3 | 27-25, 25-18, 22-25, 20-25, 9-15  |
| 15-10     | Mayagüez - Lares          | 3-0 | 25-21, 25-19, 25-18               |
| 16-10     | Carolina - Guaynabo       | 2-3 | 21-25, 25-19, 28-26, 23-25, 13-15 |
| 16-10     | Yauco - Naranjito         | 3-2 | 27-25, 27-25, 20-25, 17-25, 16-14 |
| 17-10     | Arecibo - Lares           | 3-0 | 25-18, 25-14, 25-21               |
| 21-10     | Lares - Carolina          | 0-3 | 19-25, 17-25, 21-25               |
| 21-10     | San Sebastián - Arecibo   | 3-1 | 25-21, 22-25, 32-30, 25-20        |
| 22-10     | Yauco - Mayagüez          | 1-3 | 20-25, 21-25, 25-23, 19-25        |
| 22-10     | Naranjito - Guaynabo      | 3-1 | 21-25, 33-31, 25-23, 25-18        |
| 23-10     | Carolina - Mayagüez       | 3-1 | 19-25, 25-18, 30-28, 26-24        |
| 23-10     | Arecibo - Guaynabo        | 1-3 | 20-25, 21-25, 25-19, 21-25        |
| 24-10     | Lares - Naranjito         | 0-3 | 19-25, 11-25, 19-25               |
| 24-10     | Yauco - San Sebastián     | 2-3 | 25-23, 25-23, 24-26, 11-25, 12-15 |
| 26-10     | Mayagüez - San Sebastián  | 1-3 | 29-31, 25-12, 26-28, 20-25        |
| 28-10     | Guaynabo - Lares          | 3-0 | 25-18, 25-18, 25-23               |
| 29-10     | Naranjito - Mayagüez      | 2-3 | 14-25, 25-20, 25-19, 21-25, 9-15  |
| 29-10     | Carolina - San Sebastián  | 3-0 | 25-20, 25-19, 25-22               |
| 30-10     | Lares - Yauco             | 1-3 | 18-25, 14-25, 25-22, 21-25        |
| 31-10     | Arecibo - Carolina        | 3-1 | 25-22, 20-25, 25-21, 25-19        |
| 31-10     | San Sebastián - Naranjito | 3-2 | 25-20, 25-18, 25-27, 19-25, 15-9  |
| 31-10     | Mayagüez - Guaynabo       | 1-3 | 25-23, 21-25, 21-25, 20-25        |
| 03-11     | Arecibo - Yauco           | 3-0 | 25-20, 25-19, 25-19               |

#### Classifica
| Pos. | Squadra                  | Pt | G  | V  | P  | SV | SP | Ratio | PF | PS | Ratio |
| ---- | ------------------------ | -- | -- | -- | -- | -- | -- | ----- | -- | -- | ----- |
| 1.   | Mets de Guaynabo         | 31 | 14 | 11 | 3  |    |    |       |    |    |       |
| 2.   | Changos de Naranjito     | 30 | 14 | 9  | 5  |    |    |       |    |    |       |
| 3.   | Caribes de San Sebastián | 29 | 14 | 10 | 4  |    |    |       |    |    |       |
| 4.   | Indios de Mayagüez       | 24 | 14 | 9  | 5  |    |    |       |    |    |       |
| 5.   | Capitanes de Arecibo     | 22 | 14 | 7  | 7  |    |    |       |    |    |       |
| 6.   | Gigantes de Carolina     | 17 | 14 | 5  | 9  |    |    |       |    |    |       |
| 7.   | Cafeteros de Yauco       | 14 | 14 | 5  | 9  |    |    |       |    |    |       |
| 8.   | Patriotas de Lares       | 1  | 14 | 0  | 14 |    |    |       |    |    |       |

      Ai play-off scudetto.

### Play-off scudetto

#### Quarti di finale

##### Girone A

###### Risultati
| Gara 1 |                     |     |                     |
|        |                     |     |                     |
| 05-11  | Guaynabo - Carolina | 3-0 | 25-20, 27-25, 25-16 |

| Gara 2 |                          |     |                            |
|        |                          |     |                            |
| 07-11  | San Sebastián - Carolina | 3-1 | 25-21, 21-25, 25-16, 25-19 |

| Gara 3 |                          |     |                                  |
|        |                          |     |                                  |
| 09-11  | Guaynabo - San Sebastián | 2-3 | 23-25, 21-25, 25-16, 25-20, 8-15 |

| Gara 4 |                          |     |                            |
|        |                          |     |                            |
| 13-11  | Carolina - San Sebastián | 1-3 | 25-23, 22-25, 20-25, 18-25 |

| Gara 5 |                          |     |                            |
|        |                          |     |                            |
| 15-11  | San Sebastián - Guaynabo | 3-1 | 25-22, 25-21, 24-26, 25-17 |

| Gara 6 |                     |     |                     |
|        |                     |     |                     |
| 18-11  | Carolina - Guaynabo | 0-3 | 14-25, 23-25, 23-25 |

###### Classifica
| Pos. | Squadra                  | Pt | G | V | P | SV | SP | Ratio | PF | PS | Ratio |
| ---- | ------------------------ | -- | - | - | - | -- | -- | ----- | -- | -- | ----- |
| 1.   | Caribes de San Sebastián | 4  | 4 | 4 | 0 |    |    |       |    |    |       |
| 2.   | Mets de Guaynabo         | 2  | 4 | 2 | 2 |    |    |       |    |    |       |
| 3.   | Gigantes de Carolina     | 0  | 4 | 0 | 4 |    |    |       |    |    |       |

      In semifinale.

##### Girone B

###### Risultati
| Gara 1 |                     |     |                            |
|        |                     |     |                            |
| 06-11  | Naranjito - Arecibo | 3-1 | 25-21, 21-25, 25-22, 25-23 |

| Gara 2 |                    |     |                     |
|        |                    |     |                     |
| 08-11  | Mayagüez - Arecibo | 0-3 | 20-25, 20-25, 23-25 |

| Gara 3 |                      |     |                            |
|        |                      |     |                            |
| 10-11  | Naranjito - Mayagüez | 3-1 | 25-21, 21-25, 25-22, 25-22 |

| Gara 4 |                    |     |                            |
|        |                    |     |                            |
| 12-11  | Arecibo - Mayagüez | 1-3 | 20-25, 25-22, 21-25, 23-25 |

| Gara 5 |                     |     |                                  |
|        |                     |     |                                  |
| 14-11  | Arecibo - Naranjito | 3-2 | 23-25, 25-22, 18-25, 25-21, 15-5 |

| Gara 6 |                      |     |                            |
|        |                      |     |                            |
| 16-11  | Mayagüez - Naranjito | 3-1 | 22-25, 25-13, 25-18, 25-16 |

| \| Gara di spareggio \| \| \| \| \| \| \| \| \| \| 18-11 \| Arecibo - Mayagüez \| 3-2 \| 17-25, 22-25, 25-20, 25-20, 16-14 \| |                    |     |                                   |
| Gara di spareggio |                    |     |                                   |
| |                    |     |                                   |
| 18-11 | Arecibo - Mayagüez | 3-2 | 17-25, 22-25, 25-20, 25-20, 16-14 |

###### Classifica
| Pos. | Squadra              | Pt | G | V | P | SV | SP | Ratio | PF | PS | Ratio |
| ---- | -------------------- | -- | - | - | - | -- | -- | ----- | -- | -- | ----- |
| 1.   | Changos de Naranjito | 2  | 4 | 2 | 2 |    |    |       |    |    |       |
| 2.   | Capitanes de Arecibo | 2  | 4 | 2 | 2 |    |    |       |    |    |       |
| 3.   | Indios de Mayagüez   | 2  | 4 | 2 | 2 |    |    |       |    |    |       |

      In semifinale.

#### Semifinali
| Gara 1 |                         |     |                     |
|        |                         |     |                     |
| 20-11  | San Sebastián - Arecibo | 0-3 | 18-25, 19-25, 24-26 |
| 22-11  | Guaynabo - Naranjito    | 3-0 | 25-22, 25-22, 25-20 |

| Gara 2 |                         |     |                            |
|        |                         |     |                            |
| 22-11  | Arecibo - San Sebastián | 1-3 | 22-25, 26-28, 25-23, 25-27 |
| 24-11  | Naranjito - Guaynabo    | 3-0 | 25-22, 25-23, 28-26        |

| Gara 3 |                         |     |                                  |
|        |                         |     |                                  |
| 24-11  | San Sebastián - Arecibo | 3-0 | 25-21, 25-23, 26-24              |
| 26-11  | Guaynabo - Naranjito    | 2-3 | 15-25, 21-25, 25-21, 25-23, 8-15 |

| Gara 4 |                         |     |                                   |
|        |                         |     |                                   |
| 26-11  | Arecibo - San Sebastián | 2-3 | 25-12, 26-28, 25-20, 21-25, 11-15 |
| 28-11  | Naranjito - Guaynabo    | 3-0 | 25-16, 25-19, 25-16               |

| \| Gara 5 \| \| \| \| \| \| \| \| \| \| 02-12 \| San Sebastián - Arecibo \| 3-0 \| 25-22, 27-25, 25-23[14] \| \| 30-11 \| Guaynabo - Naranjito \| 2-3 \| 19-25, 25-23, 26-24, 23-25, 12-15 \| |                         |     |                                   |
| Gara 5 |                         |     |                                   |
| |                         |     |                                   |
| 02-12 | San Sebastián - Arecibo | 3-0 | 25-22, 27-25, 25-23               |
| 30-11 | Guaynabo - Naranjito    | 2-3 | 19-25, 25-23, 26-24, 23-25, 12-15 |

#### Finale
| Gara 1 |                           |     |                                   |
|        |                           |     |                                   |
| 05-12  | Naranjito - San Sebastián | 2-3 | 17-25, 31-33, 25-21, 31-29, 12-15 |

| Gara 2 |                           |     |                            |
|        |                           |     |                            |
| 07-12  | San Sebastián - Naranjito | 1-3 | 25-18, 20-25, 17-25, 21-25 |

| Gara 3 |                           |     |                            |
|        |                           |     |                            |
| 09-12  | Naranjito - San Sebastián | 1-3 | 19-25, 25-14, 23-25, 27-29 |

| Gara 4 |                           |     |                                   |
|        |                           |     |                                   |
| 11-12  | San Sebastián - Naranjito | 2-3 | 26-28, 19-25, 25-19, 30-28, 13-15 |

| Gara 5 |                           |     |                                   |
|        |                           |     |                                   |
| 13-12  | Naranjito - San Sebastián | 2-3 | 25-21, 18-25, 26-28, 25-16, 10-15 |

| Gara 6 |                           |     |                     |
|        |                           |     |                     |
| 17-01  | San Sebastián - Naranjito | 0-3 | 20-25, 20-25, 21-25 |

| \| Gara 7 \| \| \| \| \| \| \| \| \| \| 19-01 \| Naranjito - San Sebastián \| 3-0 \| 25-15, 25-20, 25-23 \| |                           |     |                     |
| Gara 7 |                           |     |                     |
| |                           |     |                     |
| 19-01 | Naranjito - San Sebastián | 3-0 | 25-15, 25-20, 25-23 |

|  | Semifinali               | Semifinali               | Semifinali               | Semifinali               | Semifinali | Semifinali | Semifinali | Semifinali | Semifinali |  |  | Finale                   | Finale                   | Finale | Finale | Finale | Finale | Finale | Finale | Finale |  |
|  |                          |                          |                          |                          |            |            |            |            |            |  |  |                          |                          |        |        |        |        |        |        |        |  |
|  | Changos de Naranjito     | Changos de Naranjito     | Changos de Naranjito     | Changos de Naranjito     | 0          | 3          | 3          | 3          | 3          |  |  |                          |                          |        |        |        |        |        |        |        |  |
|  | Mets de Guaynabo         | Mets de Guaynabo         | Mets de Guaynabo         | Mets de Guaynabo         | 3          | 0          | 2          | 0          | 2          |  |  | Changos de Naranjito     | Changos de Naranjito     | 2      | 3      | 1      | 3      | 2      | 3      | 3      |  |
|  | Caribes de San Sebastián | Caribes de San Sebastián | Caribes de San Sebastián | Caribes de San Sebastián | 0          | 3          | 3          | 3          | 3          |  |  | Caribes de San Sebastián | Caribes de San Sebastián | 3      | 1      | 3      | 2      | 3      | 0      | 0      |  |
|  | Capitanes de Arecibo     | Capitanes de Arecibo     | Capitanes de Arecibo     | Capitanes de Arecibo     | 3          | 1          | 0          | 2          | 0          |  |  |                          |                          |        |        |        |        |        |        |        |  |

## Premi individuali
| Premio                   | Giocatore        | Squadra                  |
| ------------------------ | ---------------- | ------------------------ |
| MVP della Regular season | Ángel Rivera     | Changos de Naranjito     |
| MVP della Finale         | Jackson Rivera   | Changos de Naranjito     |
| Miglior palleggiatore    | Arturo Iglesias  | Caribes de San Sebastián |
| Miglior libero           | Luis Bertrán     | Gigantes de Carolina     |
| Miglior esordiente       | Sebastián Negrón | Cafeteros de Yauco       |
| Rising star              | Ángel Rivera     | Changos de Naranjito     |
| Rising ritorno           | Jair Santiago    | Gigantes de Carolina     |
| Miglior allenatore       | Jamille Torres   | Changos de Naranjito     |
| Miglior presidente       | Ángelo Ferrante  | Caribes de San Sebastián |